# 村田遥
村田 遥（むらた はるか、8月10日 - ）は、日本の女性声優。三重県出身。マウスプロモーション所属。

## 略歴
2015年にマウスプロモーション附属俳優養成所入所。2017年にマウスプロモーション所属。

## 人物
方言は三重弁・関西弁。趣味・特技はソフトボール・日本舞踊・一輪車・映画鑑賞・海外ドラマ鑑賞・パン屋巡り。

## 出演

### テレビアニメ
2017年
- パズドラクロス（客）

2018年
- イナズマイレブン アレスの天秤 / オリオンの刻印（2018年 - 2019年、取り巻き女子） - 2シリーズ

2019年
- PSYCHO-PASS サイコパス 3（女子アナウンサー）

2020年
- ハイキュー!! TO THE TOP（母親）
- 名探偵コナン（遠山夏美）
- 魔女の旅々（町人）

2024年
- かつて魔法少女と悪は敵対していた。（母、女王様）

### 劇場アニメ
- planetarian 〜星の人〜（2016年、女、大人）

### Webアニメ
- マウスどうぶつえん（2019年 - 、チーターのはるか）

### ゲーム
- アカシックリコード（2016年、クマ、レディケント）
- フィリスのアトリエ 〜不思議な旅の錬金術士〜（2016年、少女、お姉さん、宿主ドナ、雪国女性）
- 装甲娘（2017年、タチバナマチカ）
- ブルー リフレクション 幻に舞う少女の剣（2017年、生徒、同級生、ダアト）
- ラストピリオド -終わりなき螺旋の物語-（2020年、キョンシーシスターズ（イーアル）[2]）
- ファイナルファンタジーVII リメイク（2020年）
- 装甲娘 ミゼレムクライシス（2020年、オルテガ）

### ドラマCD
- MAUSU THEATER

### 吹き替え

#### 映画
- アイ・ケイム・バイ
- アクシデントマン:ヒットマンズホリデー
- インシディアス 最後の鍵（イモージェン）
- インディ・ジョーンズと運命のダイヤル[3]
- AIR/エア
- エノーラ・ホームズの事件簿（イーデス）
- キングスマン:ファースト・エージェント（アリックス皇后〈ブランカ・カティク〉[4]）
- 蜘蛛の巣を払う女（ガブリエラ）
- クライシス・オン・アースX 最強ヒーロー外伝
- コスメティック・ウォー わたしたちがBOOSよ!
- ザ・テキサス・レンジャーズ
- シニアイヤー（ブリー）
- ソニーズ・スパイダーマン・ユニバース
  - ヴェノム
  - ヴェノム:レット・ゼア・ビー・カーネイジ[5]
  - モービウス[6]
- チャーリング・クロス街84番地
- パラサイト 半地下の家族（裁判官[7]）※日本テレビ版
- ブラック・ウィドウ（オクサナ[8]）
- MEG ザ・モンスターズ2（観光客女2[9]）
- 私は世界一幸運よ

#### ドラマ
- iゾンビ シーズン5（アル、ダーシー 他）
- アメリカン・クライム・ストーリー/ヴェルサーチ暗殺（エリザベス）
- ウィッチャー（ゾラ）
- 運命を変える8日間（スザンナ）
- 黄金の私の人生（チャン・ソラ〈ユ・イニョン〉）
- グレイズ・アナトミー 恋の解剖学14
- ザ・コミー・ルール 元FBI長官の告白（リサ・ペイジ〈ウーナ・チャップリン〉[10]）
- サバイバー: 宿命の大統領
- ザ・ラウデスト・ボイス-アメリカを分断した男-（ジュディ・ラテルザ〈アレクサ・パラディノ〉）
- シカゴ・ファイア（バイオレット・ミカミ〈ハナコ・グリーンスミス〉）
- SUITS/スーツ
- スニーキー・ピート（ロビー・ボウマン）
- タイムレス シーズン2
- Happy!
- POWER/パワー（ターシャ・セントパトリック〈ナトゥーリ・ノートン〉）
- ハンドメイズ・テイル/侍女の物語
- ブラック・ミラー（キャリー）
- ホープバレー物語 〜こころ呼ぶとき〜 シーズン6（グレース）
- 保健教師アン・ウニョン
- マーベラス・ミセス・メイゼル（ビッキー、ペトラ）
- Uボート ザ・シリーズ 深海の狼（マルゴ）
- LOVE（メーガン）
- ロック・アップ / スペイン 女子刑務所（カロリーナ）
- 私の国（バンソク、次首 他）

#### アニメ
- ウォーシップ・ダウンのウサギたち（ストロベリ）
- 悪魔城ドラキュラ -キャッスルヴァニア-: 月夜のノクターン（役柄不明）[11]

### ボイスオーバー
- 最強のマーチング・バンド（デジャ）
- ブリティッシュ ベイクオフ（キンバリー、ベッカ、バル、ルイーズ）
- ボンダイビーチ動物病院 クリスのバカンス!（女性、女の子）